# عماد حسين غياضة
عماد حسين غياظة (1966-) مؤرخ فلسطيني وُلِدَ في بلدة نحالين، وتلقى تعليمه الإبتدائي في مدرسة المسعودي في بيت لحم والإعدادي في مدرسة المهد، وحصل على الثانوية العامة عام 1985 من رابطة الجامعيين في الخليل. حاصل على درجة البكالوريوس بتخصص العلوم السياسية من جامعة بيرزيت عام 1994، وأكمل دراسته بالجامعة نفسها وحصل على درجة الماجستير في الدراسات الدولية عام 1998 وكان عنوان أطروحته سياسة النرويج تجاه فلسطين.
ويعمل أستاذاً مساعداً في كلية الحقوق والإدارة العامة ومستشاراً لرئيس الجامعة في الشؤون العامة في جامعة بيرزيت.

## نشاطاته
شارك في العديد من الأبحاث وكان عضواً في العديد من المجالس منها:
1. المشاركة في حلقة بحث، بير زيت- فلسطين حول العلاقات الفلسطينية والاتحاد الأوروبي، بدعوة من مؤسسة فرديريك ايبرت الألمانية في مكتب القدس عام 1995.
2. المشاركة في حلقة بحث، بروكسل- بلجيكا، حول الاتحاد الاوروبي والشرق الأوسط عام 1995، بدعوة من مؤسسة فريدريك إيبرت الالمانية
3. عضو مجلس أمناء ملتقى الفكر العربي، القدس من عام 1997 حتى عام 2004.
4. ممثل الهيئة التدريسية في مجلس كلية الاداب (2002-2003).
5. مساعد خارجي لملف أوروبا – النرويج في بيت الشرق عام 1998.
6. متحدث في المؤتمر الثالث للدراسات الفلسطينية، في جامعة بير زيت بتاريخ 29-5-1998.[3]

## أبحاثه
كتب غياضة مجموعة من الأبحاث والمقالات منها:
1. الحركة الطلابية الفلسطينية، الدور السياسي 1999.[4]
2. دور القائد الفلسطيني في فترة الثورة (1936-1939).
3. دور منظمة التحرير الفلسطينية في الحرب الأهلية اللبنانية.
4. نزاع أغادير عام 1911.
5. مقارنة بين الإنتفاضة وثورة عام 1936.
6. السجناء الفلسطينيون في القانون الدولي.
7. مقالات في جريدة القدس وجريدة الأيام.